# Le Poët-en-Percip
Le Poët-en-Percip är en kommun i departementet Drôme i regionen Auvergne-Rhône-Alpes i sydöstra Frankrike. Kommunen ligger i kantonen Buis-les-Baronnies som tillhör arrondissementet Nyons. År 2022 hade Le Poët-en-Percip 22 invånare.

## Befolkningsutveckling
Antalet invånare i kommunen Le Poët-en-Percip
Referens:INSEE